# Cour Pétral
La Cour Pétral est une ancienne abbaye de l'ordre cistercien de la Stricte Observance — Trappistines —, située à Boissy-lès-Perche dans le département français d'Eure-et-Loir en région Centre-Val de Loire.

## Histoire

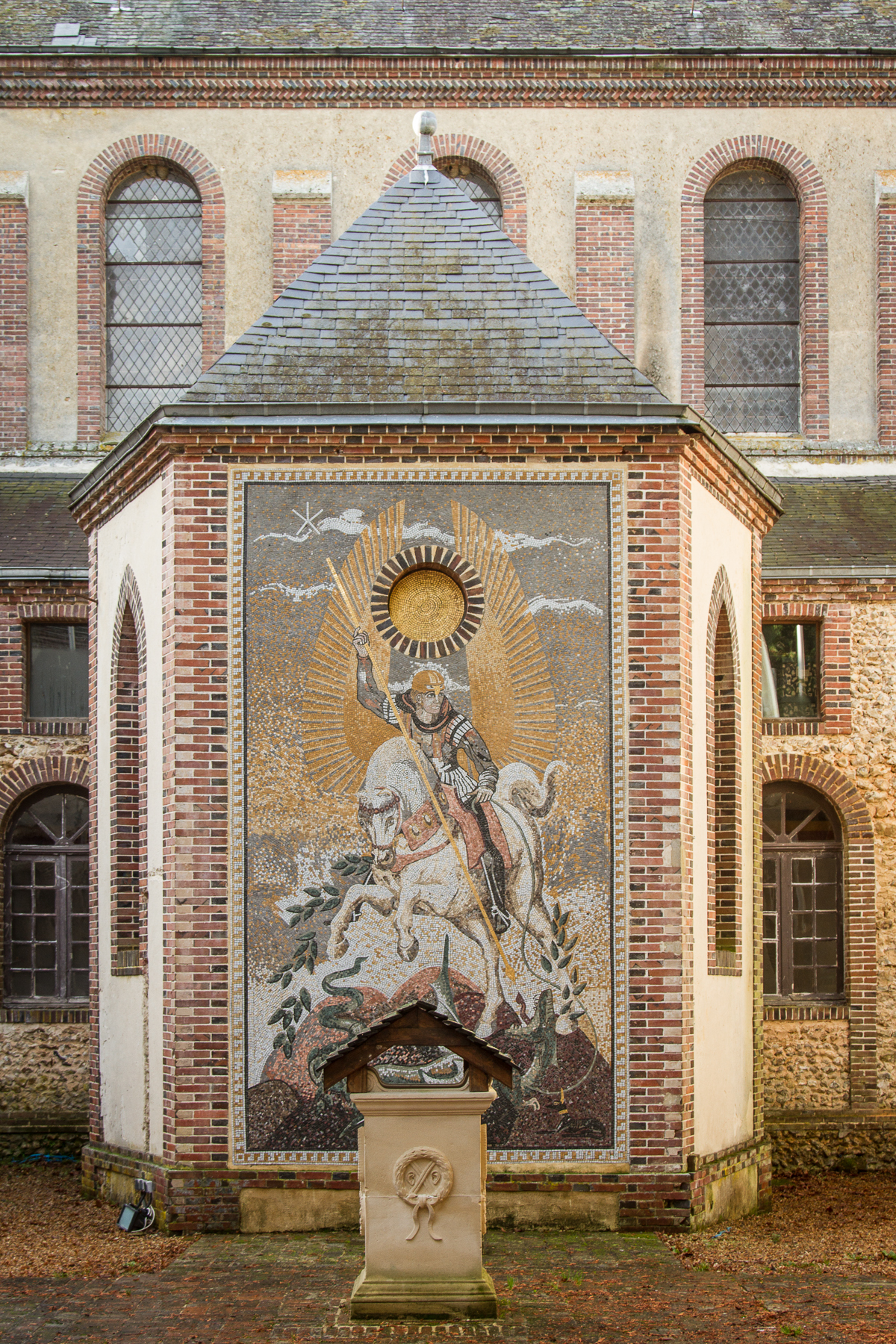
Mosaïque murale représentant saint Georges terrassant un dragon.

### Domaine familial
Toponyme issu du latin curtis, "domaine", et Petral, nom d'une famille locale. L'histoire de la Cour Pétral est associée à la famille Langlois de la Bousardière, présente à Boissy dès le XVIIe siècle. Le château de la Cour Pétral est vendu à Mademoiselle de Bois-l'Évêque, qui fera don de sa propriété pour y bâtir un monastère.

### Monastère

#### Abbaye de trappistines
Un acte des archives paroissiales indique : « L'an 1842, le samedi 10 septembre, nous curé desservant soussigné, par permission de Monseigneur de Chartres du 6 septembre 1842, avons béni sous le vocable de Marie, selon la forme marquée du rituel, une chapelle dans les appartements du château de la Cour Pétral, en présence de M. l'abbé Blot, prêtre habitué chez Mesdemoiselles de Bois l’Évêque. »
En 1845, une trentaine de religieuses de l’ordre cistercien de la Stricte Observance quittent Mondaye pour s'installer à la Cour Pétral.
Une église, plus vaste que la chapelle initiale, sera construite à partir de 1858, afin de permettre la tenue de cérémonies avec une soixantaine de religieuses. La consécration du maître-autel a lieu le 21 mai 1859. En 1901, l'effectif attesté est de 78 religieuses. Après la guerre de 1914-1918, la situation financière devient difficile.
En juillet 1935, les trappistines quittent la Cour Pétral pour s'installer à l'Abbaye Notre-Dame de Clairefontaine en Belgique.

#### Congrégation des Servantes du Saint-Sacrement
L'évêque de Chartres remettra le monastère à des moniales de l'ordre des Servantes du Saint-Sacrement. Du fait de la baisse des vocations au sein de leur ordre, elles doivent quitter la Cour Pétral durant l'été 1956. Les bâtiments sont cédés pour y établir un projet hospitalier qui ne verra pas le jour. Le monastère est alors laissé à l'abandon pendant plusieurs années avant d'être racheté en 1990 par l'association Nouvelle Acropole.

## Ouverture au public
Après dix années de restauration, notamment du cloître et de l'église, le lieu a été ouvert au public en 2000.
A l’occasion des journées européennes du patrimoine, des visites guidées et des animations sont organisées.
Un musée rassemble des outils et objets de la vie quotidienne des moniales retrouvés sur place pendant les travaux.

## Les amis de la Cour Pétral
En 2013, l’association Les amis de la Cour Pétral a été créée dans le but de « réunir des personnes désireuses de faire connaître et mettre en valeur le patrimoine historique et naturel du Perche, et plus particulièrement celui de l’ancienne abbaye de la Cour Pétral ». Elle organise régulièrement des activités écologiques, culturelles ou artisanales.